# A30 (motorväg, Italien)
A30 är en motorväg i Italien som går mellan Caserta och Salerno.